# 藤田博史
藤田 博史（ふじた ひろし、1955年7月13日 - ）は、日本の精神科医、形成外科医、麻酔科医、精神分析家。京都府京都市生まれ。福岡県立東筑高等学校、信州大学医学部卒。

## 人物
医療法人ユーロクリニーク理事長・院長。狭山メンタルクリニック院長。慶應義塾大学非常勤講師。フランスの精神分析に精通している。また、日本の僻地・離島医療に関心を寄せ、東京都小笠原村診療所、母島診療所、利島村診療所非常勤医師および東京都御蔵島村診療所長を務め、約10年間に渡りへき地・離島医療に従事。2001年から2002年まで早稲田奉仕園および東京芸術劇場で一般公開セミネール「人形の身体論 -その精神分析的考察」、2003年から2011年まで日仏会館で一般公開セミネール「心的構造論 -精神病の精神分析的治療理論」、2012年から「治療技法論 -ラカン理論に基づく治療技法の実際」、2013年から「精神分析の未来形 -厳密なサイエンスとしての可能性を探る」、2014年から「海馬症候群 -量子力学と精神分析の甘美な関係」、2015年から「オールフラット理論 -ホログラフィック精神分析入門」、2016年から「精神分析原理 Principia Psychoanalytica -フロイト・ラカンが仕掛けた陥穽」、2017年から「量子論的精神分析の理論と技法 Theory & Technique of the Quantum Psychoanalysis -量子力学・超ひも理論・ホログラフィック原理」、2018年から「ラカン理論の批判的再考 Critical Reflections on Psychoanalytic Theory of J. Lacan -前期・後期・中期の全セミネールを俯瞰する」、2019年から「〈超自我〉新論 Essai pour une nouvelle théorie du "Surmoi" -数回のセッションで境界例・神経症・メランコリーを治癒へ導く技法について」、2020年から「意識･夢･幻覚のホログラフィック理論 Holographic Theory of Consciousness, Dreams and Hallucinations」- オールフラットから多次元宇宙へ」を主催。コロナ禍の影響下で2020年3月の講義を最後に中断していたが2023年6月より東京芸術劇場にて再開となる。2003年に新宿ゴールデン街に「精神分析的実験バー《CREMASTER》」を設立し、毎週木曜夜には「フジタゼミ」がおこなわれていたが、2016年4月12日に新宿ゴールデン街の火災に巻き込まれ《CREMASTER》が全焼したため、六本木の「シマウマ・サロン」にて隔週木曜日夜にフジタゼミを継続した後、同年10月28日より南青山の「株式会社EUROX」会議室に会場を移して毎週金曜日夜に開催していたが、2019年2月から毎週木曜日に曜日を変更した。その後、コロナウィルス感染が拡大したため、2020年3月より2021年1月まで中断した後、2021年2月17日からClubhouseにて再開し2023年4月時点で継続中。なお身体的特徴として内臓逆位であることを自ら公表している。

## 略歴
- 1974年 福岡県立東筑高等学校卒業
- 1975年 信州大学医学部入学
- 1979年 ニース大学文学部に留学
- 1983年 信州大学医学部卒業。東京医科歯科大学医学部精神神経科研修医として勤務後、同医学部麻酔科医員として勤務
- 1987年 ニース大学文学部哲学科博士課程入学。同中退後、同大学精神科および医学的心理学科専門医課程に入学
- 1988年 フランス政府給費留学生（医学部門）
- 1994年 東京都御蔵島村国民健康保険直営御蔵島診療所所長
- 2002年 ユーロクリニーク院長
- 2007年 医療法人ユーロクリニーク理事長（現職）
- 2019年 狭山メンタルクリニック副院長
- 2020年 慶應義塾大学非常勤講師（現職）
- 2021年 狭山メンタルクリニック院長（現職）

## 著書
- 1990年 『精神病の構造-シニフィアンの精神病理学』青土社
- 1991年 『句集 桜さくら桜』花神社
- 1993年 『性倒錯の構造-フロイト／ラカンの分析理論』青土社
- 1993年 『幻覚の構造-精神分析的意識論』青土社
- 1993年 『人間という症候-フロイト／ラカンの論理と倫理』青土社
- 1995年 『精神病の構造-シニフィアンの精神病理学』（新装版）青土社
- 2006年 『人形愛の精神分析』青土社
- 2006年 『性倒錯の構造-フロイト／ラカンの分析理論』（増補新装版）青土社

## 訳書
- 1992年 ジャック・ラカン『テレヴィジオン』（片山文保と共訳）青土社
- 1993年 ジョルジュ・ブラック『昼と夜 -ジョルジュ・ブラックの手帖』青土社
- 2016年 ジャック・ラカン『テレヴィジオン』（講談社学術文庫版）（片山文保と共訳）講談社
- 2019年 ジャック・ラカン『アンコール』（講談社選書メチエ）（片山文保と共訳）講談社

## 論文
- 1985年 「精神分裂病に対する持続性注射製剤 Haloperidol decanoate の臨床試験（共同研究)」大久保善朗、金野滋、一瀬邦弘、南海昌博、内山真、小松秀邦、加藤昌明、黒田章史、藤田博史、秀野武彦、関忠盛、浅井邦彦、菅野圭樹、時澤哲也、倉持弘、高橋良）『神経精神薬理』7巻 p905-91. 星和書店
- 1990年 「シニフィアンの精神病理学（1）精神病はいかに解明されるべきか」『現代思想』2月号 第18巻第2号, p.220-230. 青土社
- 1990年 「シニフィアンの精神病理学（2）シニフィアンの精神病理学」『現代思想』3月号 第18巻第3号, p.257-263. 青土社
- 1990年 「シニフィアンの精神病理学（3）シニフィアンの精神病理学―承前―」『現代思想』4月号 第18巻第4号, p.302-310. 青土社
- 1990年 「性別化の論理式」『imago』12月号 第1巻12号, p104-111.青土社
- 1991年 「心的システムの解体作業―夢の作業」『imago』2月号. 第2巻第2号.青土社
- 1991年 「同性愛の病理」『imago』2月号 第2巻第2号. 青土社
- 1991年 「知覚と意識」『imago』2月号 第2巻第2号. 青土社
- 1991年 「夢と幻覚の基本構造」『imago』4月号 第2巻第4号. 青土社
- 1991年 「見えるものの領野の構造」『imago』5月号 第2巻第5号. 青土社
- 1991年 「構造の病―人間という症候」『imago』6月号 第2巻第6号. 青土社
- 1991年 「眼差しの復権」『imago』6月号 第2巻第6号. 青土社
- 1991年 「心的回路と記憶システム」『imago』7月号 第2巻第7号. 青土社
- 1991年 「唯一の特徴―エクリチュールの起源」『imago』7月号 第2巻第7号. 青土社
- 1991年 「女性同性愛の病理」『imago』8月号 第2巻第8号. 青土社
- 1991年 「夢と幻覚の構造的特性」『imago』8月号 第2巻第8号. 青土社
- 1991年 「方法の問題から語りの問題へ『imago』9月号 第2巻第9号. 青土社
- 1991年 「方法の問題から語りの問題へ<承前>」『imago』10月号 第2巻第10号. 青土社
- 1991年 「精神病理学は科学である」『imago』11月号 第2巻第11号. 青土社
- 1991年 「フェティシスムの病理」『imago』12月号 第2巻第13号. 青土社
- 1991年 「幸福の科学」は科学ではない」『imago』12月号 第2巻第13号. 青土社
- 1992年 「聞こえるものの領野の構造」『imago』1月号 第3巻第1号. 青土社
- 1992年 「虚構としての真理」『imago』2月号 第3巻第2号. 青土社
- 1992年 「死の構造―マゾシズムと死の欲動」『imago』3月号 第3巻第3号. 青土社
- 1992年 「声の復権 -幻聴の構造的特性」『imago』3月号 第3巻第3号. 青土社
- 1993年 「サディズムと死の欲動」『imago』2月号 第4巻第2号. 青土社
- 1993年 「フロイトの時間論―心的装置／時間表象／現実吟味」『現代思想』3月号 第21巻第3号, p.138-155. 青土社
- 1993年 「鯨と人間」『imago』7月臨時増刊号 第4巻第8号. 青土社
- 1994年 「RSIと補填」『imago』10月臨時増刊号 第5巻12号, p.184-202. 青土社
- 1994年 「ラカン分析用語集」『imago』10月臨時増刊号 第5巻12号, p.i-x. 青土社
- 1994年 「ラカン -無意識はひとつのランガージュとして構造化されている」『月刊言語 特集：言語の本質を求めて』10月号 Vol23, No.10, p.57-64. 大修館書店
- 2009年 「量子論理的［現代美術批評］批判」『大航海』No.70. 新書館
- 2016年 「境界性パーソナリティ障害および摂食障害に対する美容外科的治療について」『こころの科学』2016年1月号（第185巻）日本評論社

## 対談（公刊）
- 1994年 藤田博史×小田晋「文化摩擦と精神障害」『imago』1月号（第5巻第1号）青土社
- 1999年 中村雄二郎×藤田博史「文化のなかの精神医学」『中村雄二郎対談集 - 対話的思考』 273-310頁 新曜社
- 2000年 四谷シモン×藤田博史「SUMPOSION 春の宴」「人◇形◇愛」『DOLL FORUM JAPAN』第25号
- 2005年 山口小夜子×藤田博史「この世には完全なものも自由もないから美しい」『美術手帖』8月号（Vol.57 No.868）80-85頁 美術出版社

## 対談（未公刊）
- 2004年 鈴木晶×藤田博史 「身体」
- 2004年 香山リカ×藤田博史 「愛」
- 2004年 湯浅博雄×藤田博史 「記号と原記号」
- 2004年 斎藤環×藤田博史 「リアルとはなにか」
- 2004年 三潴末雄×藤田博史 「お行儀の悪い現代アート作家たちとともに」
- 2004年 飯島耕一×藤田博史 「江戸と西洋」
- 2005年 多和田葉子×藤田博史 「バイリンガルと創造性」
- 2005年 川俣正×藤田博史 「精神医療と芸術表現」（「CafeTalk53」と共催）
- 2005年 押井守×藤田博史 「わたしが次に考えていること」
- 2005年 岸田秀×藤田博史 「幻想」
- 2005年 林良文×藤田博史 「芸術の科学性」
- 2006年 松岡正剛×藤田博史 「編集文化と日本人」
- 2006年 高橋アキ ×藤田博史 「新しい耳の思考」
- 2007年 会田誠×藤田博史 「無題」
- 2007年 ミラクルひかる×藤田博史 「本番の心境」
- 2007年 熊木杏里×藤田博史 「創作の深層心理」
- 2007年 松井冬子×藤田博史 「顔狩り」
- 2007年 山田五郎×藤田博史 「水晶・髑髏・時計〜私はなぜ生命（いのち）が嫌いなのか？」
- 2007年 川上未映子×藤田博史 「言語、そして母と子」
- 2008年 熊木杏里×藤田博史 「春隣」
- 2009年 さねよしいさ子×藤田博史 「冒険について」
- 2009年 竹内正実×藤田博史 「不自由な自由」
- 2011年 ヴィヴィアン佐藤×藤田博史 「化粧、呪物、近代、建築、媒体」
- 2012年 若森栄樹×藤田博史 「東日本大震災と死の欲動」
- 2013年 四谷シモン×藤田博史 「私どうしたらいいですか？」
- 2017年 松嶋啓介×藤田博史 「食と心」

## 書評
- 1995年 「ラカンと共同体をめぐる哲学的SF小説 -ラカン的ユートピアを横断してSFの言説を実践する試み- 赤間啓之『ユートピアのラカン』青土社」.『図書新聞2244号』
- 1995年 「日本なるものの見えざる中心 - 若森栄樹『日本の歌 -憲法と署名の権力構造』河出書房新社」.『群像』10月号（第50巻第10号）
- 1995年 「失われたリアリティを求めて -小林紀晴『アジアン・ジャパニーズ』情報センター出版局」.『群像』11月号（第50巻第11号）
- 1995年 「弱さの博物学 - 松岡正剛『フラジャイル - 弱さからの出発』筑摩書房」.『群像』12月号（第50巻第12号）
- 1996年 「精神分析的な「賭け」 -「対象aは黄金数である」というテーゼをめぐる語らい- 新宮一成『ラカンの精神分析』講談社新書」.『図書新聞2282号』
- 1999年 「この人・この3冊 -1, ジャック・ラカン『エクリ（1,2,3））』宮本忠雄ほか訳、弘文堂. 2, ジャック・ラカン『フロイト理論と精神分析技法における自我（上・下）』J・A・ミレール編、小出浩之ほか訳、岩波書店. 3, シビル・ラカン『ある父親』永田千奈訳、晶文社」.『毎日新聞』1999年10月3日
- 2008年 「隠蔽記憶としての小説 -依然として燻り続けている去勢要求- 川上未映子『乳と卵』文芸春秋」.『週刊読書人』2008年3月28日号

## エッセイ他
- 1990年 「自著とその周辺『精神病の構造 -シニフィアンの精神病理学』」『信州医学雑誌』Vol38, No6 p.685, 信州医学会
- 1992年 「カシュガルの羊乳アイスクリーム」『ユリイカ』1月号（第24巻第1号）青土社
- 1992年 「孤高の画家 Un peintre ermite」栗山茂画集『頭』（日本語、仏語）花神社
- 1993年 「ばかばかしいことがやりたくなって」『imago』10月号 第4巻第11号. 青土社
- 1994年 「人間・宇宙・構造」『季刊誌CEL (Research Institute for Culture Energy and Life)』30号. 大阪ガス株式会社エネルギー・文化研究所
- 1994年 「Cristallisation d'Y -Yの結晶作用」林良文画集『脳髄を懐胎したある唯物論者の花嫁』. エディシオン・トレヴィル
- 1995年 「入れ墨、フェティシスム、男性同性愛」『季刊 プリンツ21』1995年春号, p.68-69. プリンツ21
- 1995年 「ポール・エミール・ヴィクトール Paul-Emile Victor を偲んで」『imago』5月号 第6巻第5号. 青土社
- 1995年 「文化の中の精神医学（中村雄二郎との対談）」『群像』1995年6月号 236-258頁 講談社
- 1996年 「鑑賞ノート 林良文の作品をめぐる31の断章 Memento d'un regard - Trente et un fragments sur l 'oeuvre de Yoshifumi Hayashi」林良文画集『花嫁の閨房に軟禁された両性具有者が生理学者Y氏と交わした密約』. エディシオン・トレヴィル
- 1996年 「アホリズム」『imago』12月号 第7巻13号, p.230-231. 青土社
- 2000年 「人形愛断章」『人◇形◇愛 The Love Formed Human』ドール・フォーラム・ジャパン編・著 p.2-3. フーコー
- 2002年 「野球、蹴球、精神分析 --論理 - 倫理複合体 logic-ethics complex への誘い」『ユリイカ』2002年6月号. 青土社
- 2003年 「フランス語と私」『ふらんす』7月号（第78巻第7号）白水社
- 2007年 「カタン派精神分析」『KATAN DOLL RETROSPECTIVE AMANO KATAN』. エディシオン・トレヴィル
- 2010年 「ベクシンスキ試論－精神分析の視点から」『ベクシンスキ作品集成II』.エディシオン・トレヴィル
- 2019年 「春川ナミオ考」『春川ナミオ画集－ドミナの玉座、あるいは顔面騎乗主義者の愉楽』.エディシオン・トレヴィル

## TVドキュメンタリー
- 1995年 「街だより人だより - 太平洋上200キロ！離れ小島の診療所」（30分）9月12日放映、テレビ朝日系列全国ネット

## シンポジウム / ワークショップ
- 1992年 「ジャック・ラカン『テレヴィジオン』について」京都大学11月祭講演（京都大学吉田キャンパス）
- 1993年 「日本的構造について」東京大学教養学部大学院主催シンポジウム講演（東京大学駒場キャンパス）
- 2005年 「そもそも精神分析とはなにか？ -後期ラカン思想を考える（Lecture & Open Debate：全聴講者×藤田博史）」日本ラカン協会第2回ワークショップ第1日
- 2005年 「臨床的視座 -美容整形と精神分析（Lecture & Open Debate：全聴講者×藤田博史）」日本ラカン協会第2回ワークショップ第1日
- 2005年 「日本的なるものと精神分析（Lecture & Open Debate：全聴講者×藤田博史）」日本ラカン協会第2回ワークショップ第2日
- 2005年 「哲学、文学、倫理学、美学、心理学、社会学、サブカルチャーと精神分析（Lecture & Open Debate：全聴講者×藤田博史）」日本ラカン協会第2回ワークショップ第2日
- 2005年 「精神分析の未来（（Symposium & Open Debate：全聴講者×小川豊昭×斎藤環×藤田博史）」日本ラカン協会第2回ワークショップ第2日
- 2012年 「日本文化のなかの居心地の悪さ」日本ラカン協会第13回ワークショップ
- 2015年 「精神疾患の美容外科的治療について」日本国際医学協会第421回国際治療談話会例会

## 一般公開セミネール
- 2001年 「人形の身体論 -その精神分析的考察」（各120分）第1回 - 第7回 早稲田奉仕園
- 2002年 「同上」（各120分）第8回 - 第9回 早稲田奉仕園、第10回 - 第19回 東京芸術劇場
- 2003年 「心的構造論 -精神病の精神分析的治療理論」（毎月第2土曜13:30-16:30, 各180分）第1回 - 第12回 日仏会館
- 2004年 「同上」（同上）第13回 - 第23回 日仏会館
- 2005年 「同上」（同上）第24回 - 第34回 日仏会館
- 2006年 「同上」（同上）第35回 - 第46回 日仏会館
- 2007年 「同上」（同上）第47回 - 第57回 日仏会館
- 2008年 「同上」（同上）第58回 - 第68回 日仏会館
- 2009年 「同上」（同上）第69回 - 第80回 日仏会館
- 2010年 「同上」（同上）第81回 - 第92回 日仏会館
- 2011年 「同上」（同上）第93回 - 第102回 日仏会館
- 2012年 「治療技法論 -ラカン理論に基づく治療技法の実際」第1回 - 第12回 日仏会館
- 2013年 「精神分析の未来形 -厳密なサイエンスとしての可能性を探る」第1回 - 第12回 日仏会館
- 2014年 「海馬症候群 -量子力学と精神分析の甘美な関係」第1回 - 第12回 日仏会館
- 2015年 「オールフラット理論 -ホログラフィック精神分析入門」第1回 - 第12回 日仏会館
- 2016年 「精神分析原理 Principia Psychoanalytica -フロイト・ラカンが仕掛けた陥穽」第1回 - 第12回 日仏会館
- 2017年 「量子論的精神分析の理論と技法 Theory & Technique of the Quantum Psychoanalysis -量子力学・超ひも理論・ホログラフィック原理」第1回 - 第12回 日仏会館
- 2018年 「ラカン理論の批判的再考 Critical Reflections on Psychoanalytic Theory of J. Lacan -前期・後期・中期の全セミネールを俯瞰する」第1回 - 第12回 日仏会館
- 2019年 「〈超自我〉新論 Essai pour une nouvelle théorie du "Surmoi" - 数回のセッションで境界例・神経症・メランコリーを治癒へ導く技法について」第1回 - 第12回 日仏会館
- 2020年 「意識･夢･幻覚のホログラフィック理論 Holographic Theory of Consciousness, Dreams and Hallucinations - オールフラットから多次元宇宙へ」（毎月第2土曜13:30-16:30、各180分）第1回 - 第3回（コロナウィルス感染拡大のためこの回をもって休止） 日仏会館
- 2021年　休止中
- 2022年　休止中
- 2023年 「意識･夢･幻覚のホログラフィック理論 Holographic Theory of Consciousness, Dreams and Hallucinations - オールフラットから多次元宇宙へ」（毎月1回開催、6月より第4回から再開 東京芸術劇場

## フジタゼミ
- 2001年 「第0回 - 第12回」 喫茶古炉奈会議室 / 備屋珈琲店恵比寿店会議室
- 2002年 「第13回 - 第32回」 同上 / 同上
- 2003年 「第33回 - 第75回」 同上 / 同上
- 2004年 「第76回 - 第117回」 同上 / 同上 / CREMASTER
- 2005年 「第118回 - 第158回」 CREMASTER
- 2006年 「第159回 - 第203回」 同上
- 2007年 「第204回 - 第242回」 同上
- 2008年 「第243回 - 第285回」 同上
- 2009年 「第286回 - 第333回」 同上
- 2010年 「第334回 - 第380回」 同上
- 2011年 「第381回 - 第421回」 同上
- 2012年 「第422回 - 第463回」同上
- 2013年 「第464回 - 第508回 」同上
- 2014年 「第509回 - 第557回」同上
- 2015年 「第558回 - 第593回 」同上
- 2016年 「第594回 - 第615回 」同上 / シマウマ・サロン
- 2016年 「第616回 - 第624回 」（毎週金曜19:30-21:30）「株式会社EUROX」会議室
- 2017年 「第625回 - 第651回」同上
- 2018年 「第652回 - 第688回」同上
- 2019年 「第689回 - 第730回」同上
- 2020年 「第731回 - 第736回」以後コロナウィルス感染拡大のため休止
- 2021年 「第737回 - 第781回」Clubhouse（音声SNS)
- 2022年 「第782回 - 第829回」同上
- 2023年 「第830回 - 現在継続中」同上

## 連載
- 2011年 「クルマ好きの精神構造」『Bagnole（バニョール）』.NRMパブリッシング 休刊中